# Michael Monye
Michael Monye est un athlète nigérian.

## Palmarès
| Date | Compétition            | Lieu             | Résultat | Épreuve   | Performance |
| ---- | ---------------------- | ---------------- | -------- | --------- | ----------- |
| 1990 | Championnats d'Afrique | Le Caire         | 1er      | 4 x 100 m | 39 s 85     |
| 1992 | Championnats d'Afrique | Belle Vue Maurel | 3e       | 4 x 100 m | 39 s 73     |